# Finländska fredsorganisationer
Fredsorganisationer i Finland avser de mer eller mindre organiserade sammanslutningar som på olika sätt, till exempel genom demonstrationer och fredsmarscher, strävar efter världsfred, ett rättvist samhälle och nedrustning, speciellt beträffande innehavet av kärnvapen. 
Rötterna till fredsrörelsen i Finland kan spåras i det fredstänkande som utvecklades under 1800-talet. En av de tidigaste förkämparna för fredsidén i Finland var folkloristen Daniel Europæus som verkade i mitten av 1800-talet. År 1907 grundade folkskolläraren Aaku Mäki Finlands fredsförbund, som dock inte blev långlivat utan förbjöds 1913 i samband med första världskrigets utbrott. I Helsingfors verkade 1911–1914 en fredsförening under ledning av Leo Mechelin.
Det nuvarande Fredsförbundet grundades 1920 och är landets äldsta fortfarande verksamma fredsorganisation. Fredsförbundet arbetar som paraplyorganisation för flera finländska fredsorganisationer, till exempel det 1963 efter engelsk förebild grundade förbundet De hundras kommitté i Finland, vilket ifrågasatt behovet av en finländsk försvarsmakt; initiativet till att grunda Beväringsförbundet och de civiltjänstepliktigas förbund (som upphörde 2000) utgick därifrån. År 1974 startades det antimilitaristiska Vapenvägrarförbundet, som en intresseorganisation främst för landets vapenvägrare. Bland övriga fredsorganisationer märks Fredskämparna i Finland och Finlands kristliga fredsrörelse.
Även fackföreningsrörelsen bedriver fredsverksamhet. Efter dess enande 1969 tillsattes bland annat en fredskommitté inom Finlands Fackförbunds Centralorganisation (FFC). År 1980 uppstod rörelsen Kvinnor för fred i Finland. Fredsrörelsen är med andra ord representerad inom flera olika sektorer i det finländska samhället.
Finländsk fredsforskning representeras av det i Tammerfors 1970 grundade fredsforskningsinstitutet, Tampere Peace Research Institute (TAPRI) som 1994 på svenska började kallas Freds- och konfliktforskningsinstitutet, samt Föreningen för fredsforskning i Finland (Suomen rauhantutkimusyhdistys, SRTY, grundat 1971). Föreningen fungerar främst som en sammanbindande länk mellan fredsforskarna i Finland.
Fredsrörelsens inflytande växte efter andra världskriget, en utveckling som gick hand i hand med kalla kriget och kapprustningen. Trots alla ansträngningar har rörelsen inte lyckats uppnå sitt mål, en världsomspännande fred. Dock har rörelsens olika organisationer genom diplomati och fredsfrämjande aktioner sannolikt lyckats påverka politiken och stävja uppblossande konflikter. Globalt sett har i synnerhet Förenta nationerna haft denna funktion efter andra världskriget; i Finland verkar Finlands FN-förbund, bildat 1954.